# Boloria lucida
Boloria lucida är en fjärilsart som beskrevs av Bang-haas 1927. Boloria lucida ingår i släktet Boloria och familjen praktfjärilar. Inga underarter finns listade i Catalogue of Life.